# Atentado a la embajada del Perú en Estocolmo de 1992
El ataque contra la embajada peruana en Suecia fue un ataque perpetrado por miembros del Partido Comunista del Perú-Sendero Luminoso (PCP-SL) en Estocolmo, Suecia.

## Acontecimientos
En 1980 la organización terrorista peruana Sendero Luminoso inició sus acciones con el atentado de Chuschi. En el extranjero, se formaron diversas agrupaciones que respaldaron las acciones de Sendero Luminoso, estando entre estas los llamados Comités de Apoyo a la Revolución Peruana (CARP). Las embajadas peruanas en el extranjero empezaron a recibir amenazas por parte de senderistas.
La embajada peruana en Suecia, ubicada en Estocolmo, estaba presidida por el embajador Gustavo Adolfo Silva Aranda. Las investigaciones de la embajada detectaron que en Malmö operaba una hermana de Abimael Guzmán, líder de la organización subversiva, además de informar de los movimientos de financiamiento y de captación de personas. En 1992, los senderistas pintaron las paredes de la embajada con eslóganes comunistas usando el color rojo. Luego, intentaron asesinar al embajador Silva Aranda, por la cual dispararon contra la puerta principal de la embajada. Sin embargo, la llegada de la policía sueca hizo que los senderistas huyeran.